# نیفوکسیپام
نیفوکسیپام (انگلیسی: Nifoxipam) یک بنزودیازپین است که یک متابولیت جزئی از فلونیترازپام است و به‌عنوان داروی طراح به‌صورت آنلاین به فروش می‌رسد.

## همچنین ببینید
- نیترازولام
- نیتمازپام
- فنازپام